# Aumetz
Aumetz je francouzská obec v departementu Moselle v regionu Grand Est. V roce 2013 zde žilo 2 299 obyvatel.

## Poloha
Obec leží u hranic departementu Moselle a departementem Meurthe-et-Moselle. Sousední obce jsou: Audun-le-Tiche, Beuvillers (Meurthe-et-Moselle), Boulange, Crusnes (Meurthe-et-Moselle), Errouville (Meurthe-et-Moselle), Ottange, Serrouville (Meurthe-et-Moselle) a Tressange.

## Vývoj počtu obyvatel
Počet obyvatel